# 木芙蓉
木芙蓉（学名：Hibiscus mutabilis），通常被称作芙蓉，是一种原产于中国的植物。

## 形态
木芙蓉为落叶灌木或小乔木，高1~3m。枝条较密并生有星状毛。叶为互生，呈阔卵圆形或圆卵形，掌状3~5浅裂，先端尖或渐尖，两面有星状绒毛。木芙蓉花朵较大，单生于枝端叶腋，有红、粉红、白等色，與山芙蓉有单瓣或重瓣之分（木芙蓉為重瓣），花期为8~10月。蒴果扁球形、10~11月成熟。

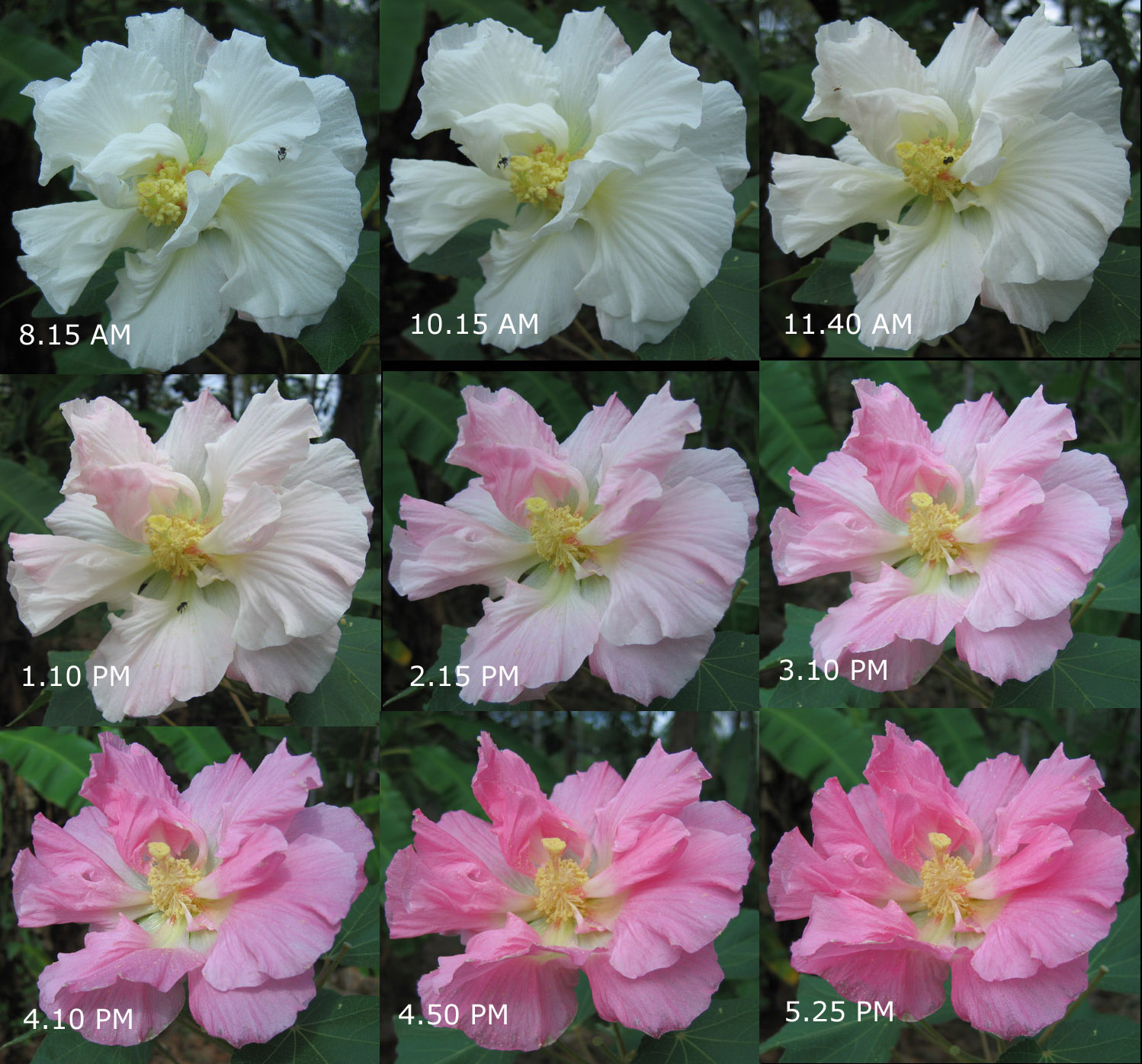
每天随着时间变化而改变颜色的木芙蓉

## 分布
生於山坡、路旁或水邊砂質壤土上。
原产中国，在长江流域及其以南都有栽培，在湖南、四川两省较为常见。湖南境内因广植木芙蓉而被称为“芙蓉国”。木芙蓉在成都一带也十分常见，因此成都又称“蓉城”，而木芙蓉也是成都市的市花。
現時木芙蓉在地球除南極洲外各大洲陸地皆可見。
- 清晨初開時為白色，後顏色逐漸轉深至傍晚凋謝時的暗紅
- 清晨初開時為白色，午後已轉為粉紅

## 品种
- 白芙蓉
- 粉芙蓉
- 红芙蓉
- 黄芙蓉
- 醉芙蓉：又名“三醉芙蓉”，花色一日三变：清晨为白色，中午为桃红色，傍晚为深红色。为稀有的名贵品种

## 藥用價值
在中藥學中，木芙蓉常用藥用部位包括花、葉和根，三者的中藥名分別為芙蓉花、芙蓉葉和芙蓉根。葉和根主要有抗炎及抑菌的功效。
芙蓉花主治肺熱咳嗽，吐血，目赤腫痛，崩漏，白帶，腹瀉，腹痛，癰腫，瘡癤，毒蛇咬傷，水火燙傷和跌打損傷。芙蓉葉主治肺熱咳嗽，目赤腫痛，癰疽腫毒，惡瘡，纏身蛇丹，膿皰瘡，腎盂腎炎，水火燙傷，毒蛇咬傷，跌打損傷。芙蓉根主治癰腫初起，目赤腫痛，咳喘，赤白痢疾。

## 成份
木芙蓉花含黃酮苷，如異槲皮苷(isoquercitrin)，金絲桃苷(hyperoside)，芸香苷(rutin)；另含三十四烷醇(tetratriacontanol)，白樺脂酸(betulinic acid)等。
木芙蓉葉則含延胡索酸(fumaric acid)、芸香苷(rutin)、大黃素(emodin)、β-穀甾醇(β-sitosterol)等。

## 延伸阅读
[在维基数据编辑]
 《欽定古今圖書集成·博物彙編·草木典·芙蓉部》，出自陈梦雷《古今圖書集成》
 《植物名實圖考·木芙蓉》，出自吳其濬《植物名實圖考》